# Egyetemvárosi Stadion
Az Egyetemvárosi Stadion (arabul: استاد المدينة التعليمية) egy labdarúgó-stadion Al-Rajjánban, Katarban, amelyet a 2022-es labdarúgó-világbajnokságra építettek. A stadion Katar egyetemvárosában található, innen is kapta nevét. A világbajnokság után 25 ezer főre fogják csökkenteni befogadóképességét, hogy az egyetem csapatai használják. 2020. szeptember 3-án rendezték az első mérkőzést a stadionban.

## Építkezés
Az építkezés alapanyagainak 20%-át zöldnek tekintették, a stadion a világ egyik környezetvédelmileg legfenntarthatóbb stadionja. 2019 májusában ötcsillagos GSAS-besorolást kapott.
A fő építész a JPAC JV, akik alatt a Pattern Design és Buro Happold dolgozik a stadionon.
2020. június 15-én adták át hivatalosan a stadiont.

## 2019-es és 2020-as FIFA-klubvilágbajnokság
2019. szeptember 30-án a FIFA bejelentette, hogy az Egyetemvárosi Stadionban fogják rendezni a bronzmérkőzést és a döntőt a 2019-es FIFA-klubvilágbajnokságon. Itt rendezték volna a Liverpool első elődöntőjét is, de 2019. december 7-én 2020-ig elhalasztották a megnyitást. A klubvilágbajnokságot ezt követően Halífa Nemzetközi Stadionban (Doha) tartották meg.
A 2020-as FIFA-klubvilágbajnokságot ismét Katarban rendezték, ezúttal ténylegesen rendezve mérkőzéseket az Egyetemvárosi Stadionban. Egyet a második fordulóban, egy elődöntőt, a bronzmérkőzést és a döntőt, a Bayern München és a UANL között.